# IJNL ijshockey bekercompetitie 2018/19
De IJNL bekercompetitie 2018/19 was de 49e editie van het nationale ijshockeybekertoernooi dat onder auspiciën van IJshockey Nederland (IJNL, voorheen NIJB) wordt georganiseerd.
Titelhouder was CAIROX Hijs Hokij Den Haag dat UNIS Flyers Heerenveen het vorige seizoen in de finale met 7-3 versloeg.
AHOUD Devils Nijmegen, viervoudig bekerwinnaar (1989, 1996, 1999, 2009), versloeg drievoudig bekerwinnaar Hijs Hokij Den Haag (1938, 2012, 2018) in de finale, die op zondag 3 februari 2019 in De Uithof te Den Haag gespeeld werd, met 4-3 na verlenging.
Het eerste team van Destil Trappers Tilburg, nam voor het vierde opeenvolgende jaar niet deel aan deze competitie. Het team speelde net als de drie voorgaande seizoenen geheel buiten de Nederlandse grenzen; het kwam uit in de Oberliga-Nord, op het derde niveau in het Duitse ijshockey.

## Competitie
De reguliere competitie ging van start op vrijdag 28 september, zes dagen na de traditionele openingswedstrijd van het ijshockeyseizoen in Nederland waarin om de Ron Bertelingschaal wordt gestreden. De competitie werd dit seizoen grotendeels voor aanvang van de vierde editie van de BeNe-league ijshockey op vrijdag 2 november gespeeld, elf wedstrijden werden nog op of na deze datum gespeeld, de laatste op vrijdag 30 november. Deelnemers waren dit seizoen de zeven Nederlandse clubs in de BeNe-league.

### Opzet
De zeven teams kwamen uit in één poule. Hier binnen werd een enkele competitie gespeeld (thuis-/uitwedstrijden). Het totaal behaalde punten uit deze 12 wedstrijden bepaalde de competitie eindstand. Hierna volgde de knock-outfase tussen de top-4. In de halve finale werd in een best-of-3 gespeeld volgens schema: 1-4, 2-3. De beide winnaars van deze duels speelden de bekerfinale.

### Eindstand
Puntentelling
Een gewonnen wedstrijd leverde drie punten op. Bij een gelijkspel volgde een verlenging (sudden victory overtime; 3-tegen-3) van maximaal vijf minuten, eventueel gevolgd door een penaltyshoot-out. Het team dat scoorde won de wedstrijd met één doelpunt verschil. De winnaar kreeg twee punten, de verliezer één punt.
AW = aantal wedstrijden
WP = winstpartij (3 punten)
GW = gelijk en gewonnen na verlenging (2 punten)
GV = gelijk en verloren na verlenging (1 punt)
V = verloren partij (0 punten)
Pnt = totaal punten
V-T = doelpunten voor/tegen
| #  | Club                               | AW | W  | GW | GV | V  | Pnt | V-T   |
| -- | ---------------------------------- | -- | -- | -- | -- | -- | --- | ----- |
| 01 | Microz Eaters Limburg              | 12 | 10 | 0  | 0  | 02 | 30  | 77-33 |
| 02 | UNIS Flyers Heerenveen             | 12 | 09 | 0  | 01 | 02 | 28  | 66-26 |
| 03 | AHOUD Devils Nijmegen              | 12 | 09 | 0  | 0  | 03 | 27  | 71-26 |
| 04 | CAIROX Hijs Hokij Den Haag         | 12 | 06 | 02 | 0  | 04 | 22  | 72-39 |
| 05 | Amsterdam Tigers                   | 12 | 03 | 0  | 01 | 08 | 10  | 33-65 |
| 06 | Zoetermeer Panters                 | 12 | 03 | 0  | 0  | 09 | 09  | 35-45 |
| 07 | Tilburg Trappers TT (toekomstteam) | 12 | 0  | 0  | 0  | 12 | 0   | 7-127 |

### Uitslagen
| Club                | AMST | DEVI | EATE | FLYE | HIJS   | TILB | ZOET |
| ------------------- | ---- | ---- | ---- | ---- | ------ | ---- | ---- |
| Amsterdam Tigers    |      | 0-7  | 3-9  | 2-5  | 4-5 nv | 3-2  | 4-3  |
| Devils Nijmegen     | 8-2  |      | 3-4  | 2-5  | 4-2    | 17-1 | 4-2  |
| Eaters Geleen       | 5-0  | 7-1  |      | 6-4  | 5-9    | 11-0 | 7-3  |
| Flyers Heerenveen   | 7-0  | 2-5  | 4-2  |      | 2-3 nv | 10-0 | 7-1  |
| Hijs Hokij Den Haag | 8-1  | 1-4  | 6-8  | 2-4  |        | 14-1 | 7-3  |
| Tilburg Trappers TT | 1-11 | 0-15 | 0-10 | 1-11 | 1-11   |      | 0-12 |
| Zoetermeer Panters  | 5-3  | 0-1  | 0-3  | 2-5  | 2-4    | 2-0  |      |

nv = na verlenging (over time)

## Eindfase

### Halve finale
De halve finale werd door middel van een “best-of-3” gespeeld. De eerste twee wedstrijden vonden plaats op zaterdag 29 en zondag 30 december.
| Competitie #1 - #4 |            |         |                |            |
| Datum              | Thuisteam  | Uitslag | Periodestanden | Uitteam    |
| 29/12              | Eaters     | 6-4     | 2-2, 2-2, 2-0  | Hijs Hokij |
| 30/12              | Hijs Hokij | 6-4     | 3-2, 1-2, 2-0  | Eaters     |
| 02/01              | Eaters     | 3-6     | 1-1, 0-1, 2-4  | Hijs Hokij |

| Competitie #2 - #3 |           |         |                |         |
| Datum              | Thuisteam | Uitslag | Periodestanden | Uitteam |
| 29/12              | Flyers *  | 4-3     | 2-2, 1-1, 1-0  | Devils  |
| 30/12              | Devils    | 3-2 nv  | 2-0, 0-1, 0-1  | Flyers  |
| 09/01              | Flyers *  | 1-3     | 0-1, 1-1, 0-1  | Devils  |

### Finale
De finale werd op zondag 3 februari 2019 in  De Uithof te Den Haag gespeeld.
| Datum | Winnaar | Uitslag | Periodestanden | Finalist   |
| ----- | ------- | ------- | -------------- | ---------- |
| 03/02 | Devils  | 4-3 nv  | 0-2, 2-0, 1-1  | Hijs Hokij |

nv = na verlenging (over time)